# Бакмал
Бакмал (кирг. Бакмал) — село в Узгенском районе Ошской области Кыргызстана. Входит в состав Ден-Булакского аильного округа. Код СОАТЕ — 41706 255 817 01 0

## Население
По данным переписи 2023 года, в селе проживало 1 869 человек.